# Les Fantômes d'Ismaël
Pour les articles homonymes, voir Ismaël (homonymie).
Pour plus de détails, voir Fiche technique et Distribution.
Les Fantômes d'Ismaël est un film français réalisé par Arnaud Desplechin, sorti en 2017. Il a été présenté en ouverture, hors compétition, au festival de Cannes 2017.

## Synopsis
Ismaël Vuillard, sur le point de tourner un film sur le portrait d'Ivan, un diplomate atypique inspiré de son frère, est perturbé par le retour de Carlotta, sa femme disparue vingt ans plus tôt et dont il n'a pas réussi à faire le deuil,. Sa nouvelle compagne, Sylvia, s'enfuit et Ismaël rejette Carlotta. Alors que sa raison semble vaciller, il quitte le tournage pour retrouver sa maison familiale à Roubaix, assailli par ses fantômes.

## Fiche technique
- Réalisation : Arnaud Desplechin
- Scénario : Arnaud Desplechin, Léa Mysius et Julie Peyr
- Musique : Grégoire Hetzel
- Photographie : Irina Lubtchansky
- Décors : Toma Baqueni
- Son : Nicolas Cantin, Sylvain Malbrant, Stéphane Thiébaut
- Sociétés de production : Why Not Productions, France 2 Cinéma, Le Pacte et Wild Bunch
- SOFICA : Cinémage 11, Cinéventure 2, Cofinova 13, Indéfilms 5, Palatine Etoile 13, Soficinéma 13
- Société de distribution : Le Pacte
- Pays d'origine :  France
- Langues originales : français et hébreu
- Durée  114 minutes (version initiale) ; 134 minutes (version longue)
- Dates de sortie :
  - France 17 mai 2017 (Festival de Cannes et sortie nationale simultanée)

## Distribution
| |  |  |
| Les actrices principales Marion Cotillard et Charlotte Gainsbourg à la première du film au festival de Cannes 2017. |  |  |

- Mathieu Amalric : Ismaël Vuillard
- Marion Cotillard : Carlotta Bloom, l'épouse disparue d'Ismaël
- Charlotte Gainsbourg : Sylvia, l'astrophysicienne
- Louis Garrel : Ivan, le diplomate, rôle principal du film d'Ismaël
- Alba Rohrwacher : Arielle / Faunia, amie d'Ivan
- László Szabó : Henri Bloom, le père de Carlotta
- Hippolyte Girardot : Zwy, le producteur d'Ismaël
- Jacques Nolot : Claverie
- Catherine Mouchet : la médecin de Bloom
- Samir Guesmi : le médecin
- Bruno Todeschini : le responsable sécurité de l'ambassade à Alma-Ata
- Marc Prin : Jacques, le premier diplomate
- Merouan Talbi : le voisin à Roubaix
- Jacques Lassalle

## Production
- Lieux de tournage : Roubaix, île de Noirmoutier[3].

## Inspirations et thématiques
Les thématiques du film sont multiples : triangle amoureux, métafiction, trompe-l'œil, projection autobiographique et fantômatique, humour, judaïsme, narration décousue… D'où les comparaisons avec Ingmar Bergman, Alfred Hitchcock (le prénom de Carlotta renvoie à Vertigo), François Truffaut, James Joyce, Claude Lanzmann (le personnage d'Henri Bloom est un double du cinéaste) et Woody Allen,.
Ismaël donne des réflexions artistiques à travers Jackson Pollock, Pablo Picasso, Les Époux Arnolfini et L'Annonciation.
Le tableau Carlotta, portrait de Marion Cotillard jeune, a été réalisé par Sylvie Vanlerberghe, peintre. 
Carlotta danse sur It Ain't Me, Babe de Bob Dylan.

## Accueil

### Sélection
- Festival de Cannes 2017 : en sélection officielle, hors compétition, film d'ouverture.

### Accueil critique
L'accueil critique est partagé : le site Allociné recense une moyenne des critiques presse de 4/5, et des critiques spectateurs à 2,2/5, soit une moyenne de 12,4/20, si l'on prend en compte les deux notes. 
Selon Serge Kaganski, des Inrockuptibles, le film est réalisé par « le très grand Arnaud Desplechin, celui de La Sentinelle, de Rois et reine ou d'Un conte de Noël, autant d’œuvres que Les Fantômes d’Ismaël remet sur le métier, retravaillant obstinément une même glaise autobiographique, romanesque, burlesque, analytique, brassant en un même feuilleté vertigineux l’intime, le politique, l’artistique, le corps, la pensée et le processus créatif ».
Selon Thomas Baurez, du magazine Studio Ciné Live : « L'art morcelé et virtuose du montage, le formidable travail sur la lumière, les variations de rythme et d'humeur donnent à ce film l'allure d'un train fantôme qui avance dans la nuit. »
Louis Guichard, de Télérama, dit que « ces échanges paroxystiques, magnifiques, où s'énonce la vérité des existences, rappellent Ingmar Bergman, bien sûr, comme certains monologues face caméra. Bergman, Truffaut, Hitchcock […] : les maîtres d'Arnaud Desplechin réapparaissent, une fois encore, en filigrane, fantômes d'un autre genre et éternels revenants ».
Selon Éric Neuhoff, du Figaro : « Le film est bavard, littéraire, bancal, généreux, avec quelque chose de cruel et de vital. Sa beauté frappe comme la foudre. Desplechin introduit un film dans le film, convoque Jackson Pollock, cite Flannery O'Connor, s'attarde sur la sagesse d'un vieillard dans son lit d'hôpital. »
Selon Luc Chessel, du journal Libération, le film est « un tourbillonnant fracas d'histoires en miettes ».
Nicolas Shaller, du Nouvel Observateur, pense qu'« il manque des scènes, une respiration à ce film cyclothymique, trop décousu et ramassé pour posséder l'ampleur à laquelle il aspire. Est-ce un hasard ? Cette version, présentée en ouverture du Festival de Cannes, n'est pas la seule ».

### Box-office
| Pays ou région | Box-office      | Date d'arrêt du box-office | Nombre de semaines |
| -------------- | --------------- | -------------------------- | ------------------ |
| France         | 382 335 entrées | 22 juillet 2017            | 9                  |